# Zanthoxylum claessensii
Espèce
Synonymes
- Fagara claessensii De Wild.[1]

Zanthoxylum claessensii est une espèce de plantes de la famille des Rutaceae et du genre Zanthoxylum, présente en Afrique tropicale.
Son épithète spécifique claessensi rend hommage à l'agronome belge Jean Joseph Louis Claessens (1895-1949), actif en Afrique centrale.